# Judô nos Jogos Olímpicos de Verão de 1964
Esporte muito popular no Japão, o judô fez parte do programa dos Jogos Olímpicos de Verão de 1964 pela primeira vez em Olimpíadas. Realizada na arena Nippon Budokan em Tóquio, a modalidade contou com quatro categorias, todas restritas apenas a homens.

## Medalhistas
Masculino
| Evento                               | Ouro                            | Prata                                    | Bronze                                                                     |
| ------------------------------------ | ------------------------------- | ---------------------------------------- | -------------------------------------------------------------------------- |
| Até 68 kg (Peso Leve) detalhes       | Takahide Nakatan JPN Japão      | Eric Hänni SUI Suíça                     | Aron Bogulubov URS União Soviética Oleg Stepanov URS União Soviética       |
| Até 80 kg (Peso Médio) detalhes      | Isao Okano JPN Japão            | Wolfgang Hoffmann EUA Equipe Alemã Unida | James Bregman USA Estados Unidos Kim Eui-Tae KOR Coreia do Sul             |
| Mais de 80 kg (Peso Pesado) detalhes | Isao Inokuma JPN Japão          | Doug Rogers CAN Canadá                   | Parnaoz Chikviladze URS União Soviética Anzor Kiknadze URS União Soviética |
| Categoria Aberta detalhes            | Anton Geesink NED Países Baixos | Akio Kaminaga JPN Japão                  | Theodore Boronovskis AUS Austrália Klaus Glahn EUA Equipe Alemã Unida      |

## Quadro de medalhas
| Ordem | País                   | Medalha de ouro | Medalha de prata | Medalha de bronze |    | Ordem por total |
| ----- | ---------------------- | --------------- | ---------------- | ----------------- | -- | --------------- |
| 1     | JPN Japão              | 3               | 1                |                   | 4  | 1               |
| 2     | NED Países Baixos      | 1               |                  |                   | 1  | 4               |
| 3     | EUA Equipe Alemã Unida |                 | 1                | 1                 | 2  | 3               |
| 4     | CAN Canadá             |                 | 1                |                   | 1  | 4               |
| 4     | SUI Suíça              |                 | 1                |                   | 1  | 4               |
| 6     | URS União Soviética    |                 |                  | 4                 | 4  | 1               |
| 7     | AUS Austrália          |                 |                  | 1                 | 1  | 4               |
| 7     | KOR Coreia do Sul      |                 |                  | 1                 | 1  | 4               |
| 7     | USA Estados Unidos     |                 |                  | 1                 | 1  | 4               |
| TOTAL | TOTAL                  | 4               | 4                | 8                 | 16 | —               |